# Cotton Eye Joe (chanson de Rednex)
Cotton Eye Joe est un single écrit et interprété par le groupe d'eurodance suédois Rednex inclus dans leur premier album studio Sex and Violins (1995). 
Prenant comme sample la chanson folk américaine Cotton-Eyed Joe, cette chanson combine la techno avec des instruments américains traditionnels tel que le banjo et le violon. Les couplets vocaux sont interprétés par Annika Ljungberg, tandis que le refrain est chanté par l'ingénieur ferroviaire Göran Danielsson, qui n'apparait pas dans le vidéoclip. En 2002, Cotton Eye Joe fut remixé en version dance dans la compilation des plus grands hits des Rednex, The Best of the West.